# العلاقات الكونغوية الكويتية
العلاقات الكويتية الكونغولية هي العلاقات الثنائية التي تجمع بين الكويت وجمهورية الكونغو.

## مقارنة بين البلدين
هذه مقارنة عامة ومرجعية للدولتين:
| وجه المقارنة                                              | الكويت        | [[تصنيف:صفحات تستخدم رمز علم غير موجود\|]] جمهورية الكونغو |
| --------------------------------------------------------- | ------------- | ---------------------------------------------------------- |
| المساحة (كم2)                                             | 17.82 ألف     | 342.00 ألف                                                 |
| عدد السكان (نسمة)                                         | 4.14 مليون    | 5.26 مليون                                                 |
| الكثافة السكانية (ن./كم²)                                 | 232.32        | 15.38                                                      |
| العاصمة                                                   | مدينة الكويت  | برازافيل                                                   |
| اللغة الرسمية                                             | اللغة العربية | لغة فرنسية                                                 |
| العملة                                                    | دينار كويتي   | فرنك وسط أفريقي                                            |
| الناتج المحلي الإجمالي (بليون دولار)                      | 120.13 مليار  | 8.72 مليار                                                 |
| الناتج المحلي الإجمالي (تعادل القوة الشرائية) بليون دولار | 290.53 مليار  | 29.48 مليار                                                |
| الناتج المحلي الإجمالي الاسمي للفرد دولار أمريكي          | 29.30 ألف     | 1.85 ألف                                                   |
| الناتج المحلي الإجمالي للفرد دولار أمريكي                 | 73.25 ألف     |                                                            |
| مؤشر التنمية البشرية                                      | 0.816         | 0.591                                                      |
| رمز المكالمات الدولي                                      | +965          | +242                                                       |
| رمز الإنترنت                                              | .kw           | .cg                                                        |
| المنطقة الزمنية                                           | ت ع م+03:00   | ت ع م+01:00                                                |

## منظمات دولية مشتركة
يشترك البلدان في عضوية مجموعة من المنظمات الدولية، منها:
| علم المنظمة | اسم المنظمة                               | تاريخ انضمام الكويت | تاريخ انضمام جمهورية الكونغو |
| ----------- | ----------------------------------------- | ------------------- | ---------------------------- |
|             | البنك الدولي للإنشاء والتعمير             | 13 سبتمبر 1962      | 10 يوليو 1963                |
|             | يونسكو                                    | 18 نوفمبر 1960      | 24 أكتوبر 1960               |
|             | منظمة التجارة العالمية                    | ?                   | ?                            |
|             | وكالة ضمان الاستثمار متعدد الأطراف        | 12 أبريل 1988       | 16 أكتوبر 1991               |
|             | البنك الإفريقي للتنمية                    | ?                   | ?                            |
|             | منظمة الشرطة الجنائية الدولية             | ?                   | ?                            |
|             | مؤسسة التمويل الدولية                     | 13 سبتمبر 1962      | 1 أكتوبر 1980                |
|             | الأمم المتحدة                             | 14 مايو 1963        | 20 سبتمبر 1960               |
|             | مؤسسة التنمية الدولية                     | 13 سبتمبر 1962      | 8 نوفمبر 1963                |
|             | منظمة حظر الأسلحة الكيميائية              | ?                   | ?                            |
|             | المركز الدولي لتسوية المنازعات الاستشارية | 4 مارس 1979         | 14 أكتوبر 1966               |

## وصلات خارجية
- موقع وزارة الخارجية الكويتية